# ساحل (بارق)
ساحل: حاضرة محافظة بارق في جنوب المملكة العربية السعودية. بلغ تعداد سكانها 1523	نسمة حسب الإحصاء الذي جرى عام 2010. وهي واحدة من أهم قرى بارق على الإطلاق، وفيها القرية الأثرية التي ذكرها عدد من الرحالة. بها معالم أثرية تعود إلى أكثر من 1500 عام تقريبًا، وتعد من أشهر القرى الأثرية على مستوى المملكة العربية السعودية.
بنيت القرية على ارتفاع تدريجي على جبل صغير من الحجر، وكانت تضم أكثر من 250 منزلاً ومسجدًا في سنة 1916م، كما ذكرها البريطاني كيناهان كورنواليس ووصفها ضمن وصف بارق بالمنطقة الغنية، وكانت بيوتها من طابقين إلى ثلاثة طوابق. كما يوجد فيها بعض الحصون التي كانت تستخدم للدفاع ولحمايتها من الغارات أو لأغراض المراقبة. ولا زال بعض مبانيها متماسكة.
قال كيناهان كورنواليس (1916)م: «ساحل: قرية كبيرة، مكونة من 250 بيتاً من الحجر، ثم تقطع الطريق حدود حميضة.» وجاء في معجم الجزيرة العربية (1970)م: «ساحل: قرية في إمارة بارق الفرعية التابعة لإمارة منطقة أبها. تقع على أرتفاع 389 متر، ويقطنها من 500 إلى 2000 نسمة. ويصل إليها طريق داخلي معبد يربطها بالطريق الرئيسي طوله 0.7 كم. وبها مرافق تعليمية، مستوصف صحي، مركز شرطة، وعشرة مراكز تجارية. وزعيمهم هو عبد الله حسن.»

## التسمية
ساحل - بكسر الحاء المهملة - والساحل هنا بمعنى الأرض المنبسطة المجاورة للوادي .

## القرية الأثرية

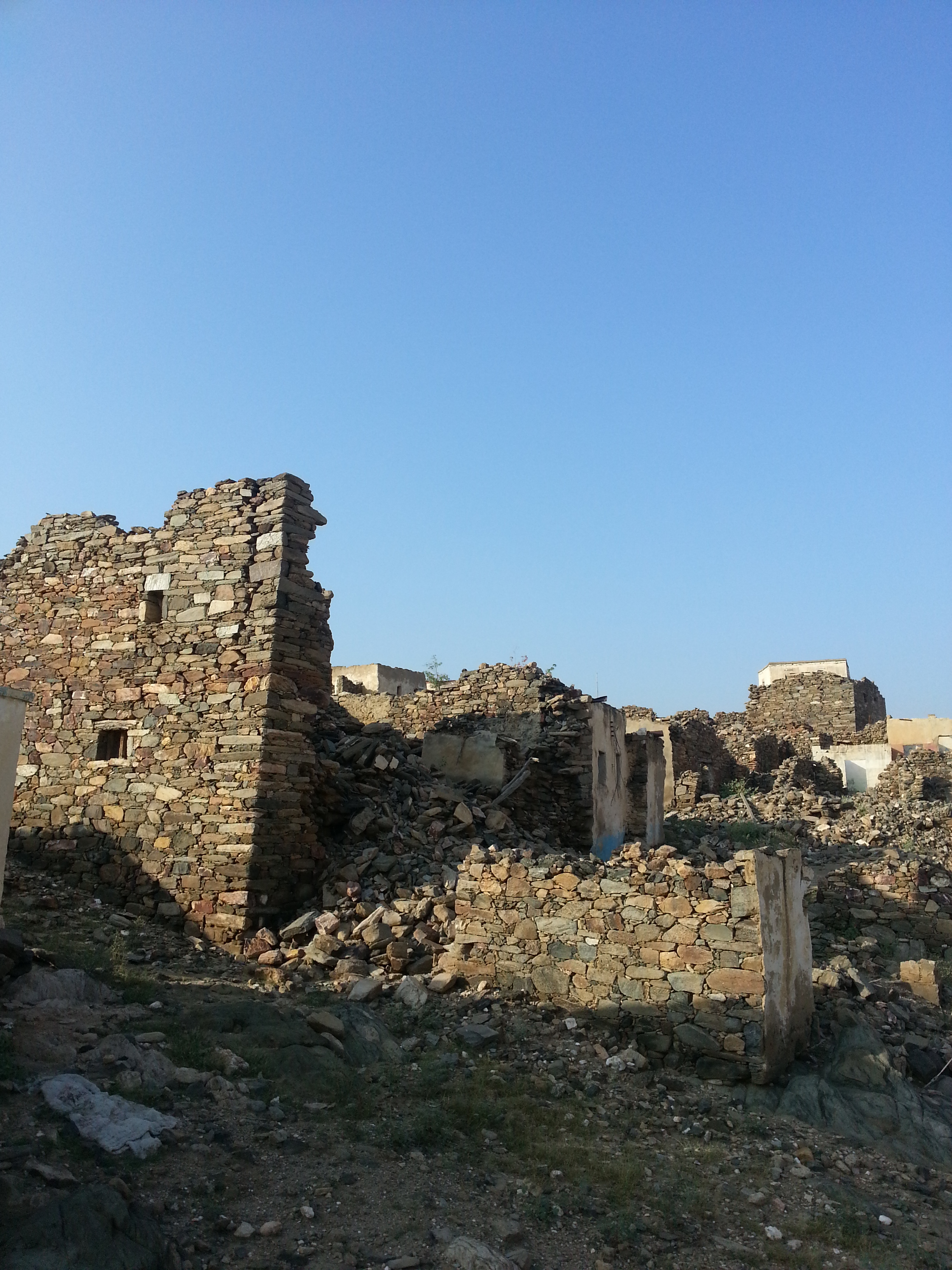
آثار ساحل.

تم هدم ما يقارب ثلاث أرباع القرية لغرض بناء منازل جديدة والجزء الغربي من القرية هدم بالكامل، أما الجزء الماثل هجّره أهله وانتقلوا إلى القرية المجاورة - القفيل - في ثمانينيات القرن الماضي. وقد تعرضت القرية لهٌدم كثير من حصونها، ويقال كان يوجد في أعلى القرية حصن ضخم يتراوح ارتفاعه إلى 17 متر. وطالب أهالي المنطقة الحكومة بالتنقيب الأثري والحفاظ على الجزء المتبقِّي وإعادة الحياة إليه وإلى سوقه، ومن المخطط بناء متحف بها.

### طبيعة البناء

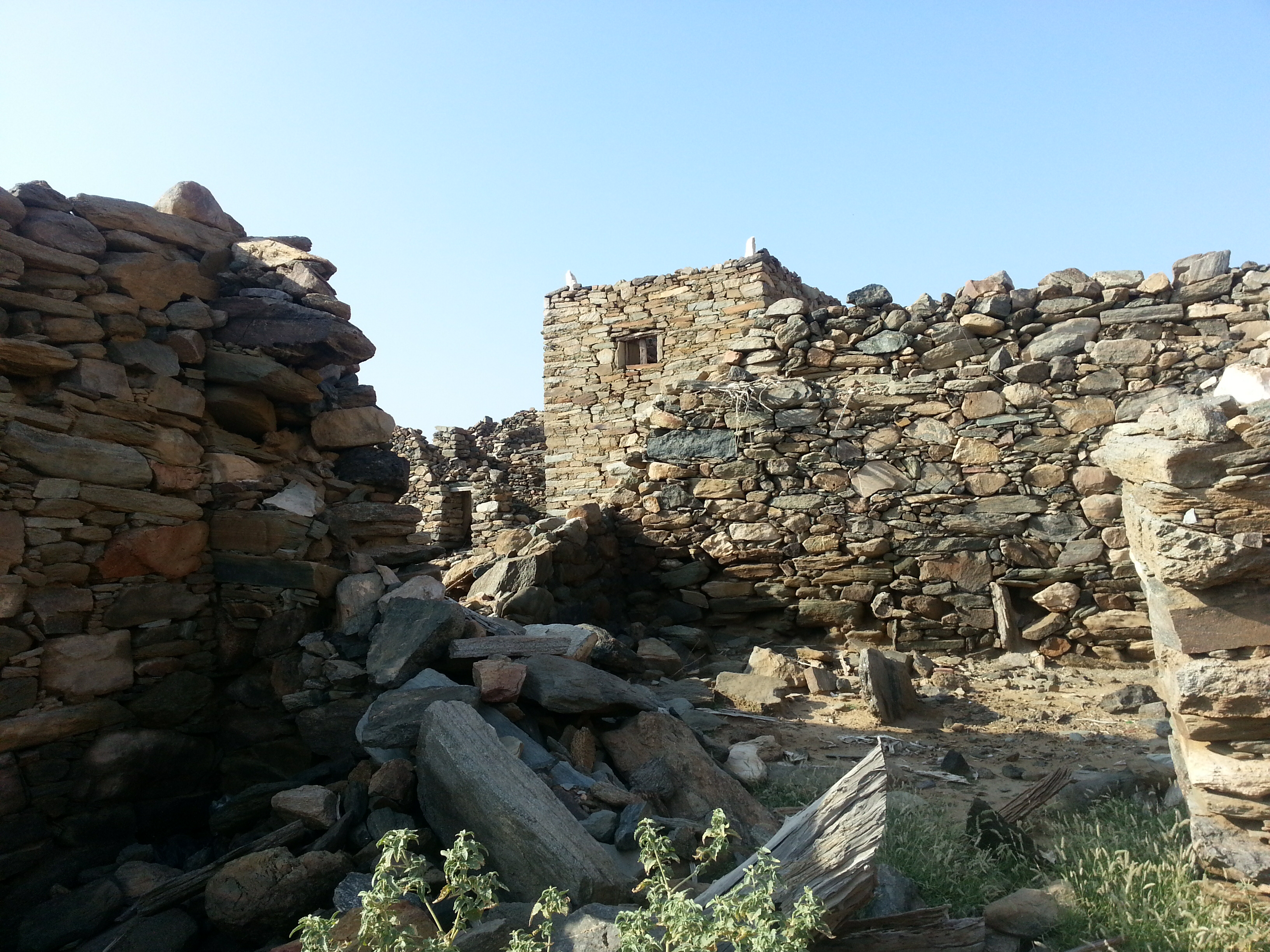
أحد البيوت الذي لا يزال ماثلاً.

نجد أن القرية قد اختيرت أن تبنى على مكان مرتفع وذلك لأغراض دفاعية، وأيضا لتكون عملية مراقبة المزارع سهلة. فجبل «زبيبة» الذي شُيدت عليه القرية كان وافر الحجارة. وجميع بيوت هذها لقرية مبنية من الحجارة وهذه الحجارة ما خوذه من نفس البيئة لتكون القرية جز لا يتجزأ من البيئة التي تحيط به. ويتراوح ارتفاع هذه المباني تقريباً من طابقين إلى ثلاثة طوابق، ونلاحظ مدى ترابط هذه المباني مع بعضها البعض، فنجد أن كل بيت تسكنه عائلة ممتدة(extended family) وتتكون هذه العائلة من مجموعة من الإخوان، يعشون هم وأولادهم في بيئة اجتماعية متماسكة. وترتبط بيوت القرية بممرات من الحجر المرصوف يتراوح عرضها من متر إلى مترين تقريباً، وتكون هذه الممرات كافية لمرور الناس والمواشي وأيضاً لمرور الجمال وهي محملة. وترتبط القرية بطريق يؤدي إلى خارج القرية إلى منطقة منبسطة، وهذه المنطقة يقام عليها سوق الخميس الذين كان يقام أسبوعياُ كل يوم خميس، ويقام فيها كذلك الأفراح، الأعياد والختان.

### سوق الخميس بساحل
سوق خميس ساحل، كان يعد ثالث أكبر أسواق بارق القديمة، وظل قائماً حتى الربع الأخير من القرن العشرين. ولم يكن السوق مقصوراً على يوم الخميس، وقد ذكرت بعض المصادر أنه كان يقام يوم السبت، وذلك لحركته الدائمة طوال أيام الأسبوع. ويوم الخميس من كل أسبوع هو اليوم المخصص للسوق الأسبوعي بنظام القوافل، ويأتِ له الباعة من كل أرجاء المنطقة من: تهامة، السراة، العرضيات، محايل ، والمناطق المجاورة.